# Мемориал (центр защиты прав человека)
Центр защиты прав человека «Мемориал» (ранее — Правозащитный центр «Мемориал») — российская правозащитная организация.
В конце 1980-х годов члены общества «Мемориал» провели несколько акций в защиту прав человека и поддержку политзаключённых. К осени 1989 года сложилась Правозащитная группа общества «Мемориал», а в 1991 году учредили Правозащитный центр «Мемориал» (ПЦ).
5 апреля 2022 года вступило в силу судебное решение о ликвидации ПЦ. 14 июня 2022 года команда сторонников ПЦ и части его бывших сотрудников создала новую межрегиональную общественную организацию без государственной регистрации и юридического лица — центр защиты прав человека «Мемориал».
Центр составляет отчеты о нарушениях прав человека, занимается составлением списка политических заключённых и их поддержкой, оказывает юридическую и информационную поддержку беженцам, мигрантам и призывникам.

## История и деятельность Правозащитного центра «Мемориал»

### История создания организации
29—30 января 1989 года прошла учредительная конференция Всесоюзного добровольного историко-просветительского общества «Мемориал». «Мемориальское» движение было одним из самых массовых в СССР времен «перестройки» и объединяло людей самых разных взглядов. Внутри движения также образовывались группы единомышленников, — в том числе тех, кто целенаправленно занимался защитой прав человека. С 1989 года в рамках общего движения существовали Правозащитная группа в Москве и Правозащитная комиссия Всесоюзного «Мемориала».
Правозащитный центра «Мемориал» был учрежден в январе 1991 года, устав организации приняли 12 декабря 1992 года, в апреле 1993 года устав зарегистрировали, а 25 ноября 2002 года ПЦ «Мемориал» был зарегистрирован как НКО.
Некоммерческая организация Правозащитный центр «Мемориал», входящая в Международное общество «Мемориал», определила свою миссию как «содействие всеобщему уважению и соблюдению прав человека и основных свобод» — в Российской Федерации и других государствах.

### Деятельность
В рамках правозащитной работы ПЦ «Мемориал» занимался исследованием нарушений прав человека и норм международного гуманитарного права в зонах массовых конфликтов. С начала 1990-х ПЦ «Мемориал» стал отправлять экспедиции в зоны военных конфликтов в Карабахе, Баку, Южной Осетии, Приднестровье, Таджикистане. В числе других гуманитарных организаций наблюдатели от «Мемориала» работали на Северном Кавказе в период обеих чеченских войн. Присутствие правозащитников помогло распространить более полную и достоверную информацию об этих войнах и привлечь к ним внимание общества. В 1992—1993 годах ПЦ «Мемориал» занимался мониторингом последствий гражданской войны в Таджикистане, сотрудники организации участвовали в санитарной дружине, которая помогала раненым с обеих сторон. ПЦ «Мемориал» участвовал в расследовании обстоятельств конфликта и гибели людей в ходе событий 3-4 октября 1993 года в Москве. Сотрудники ПЦ расследовали последствия осетино-ингушского конфликта в 1993—1994 гг., фиксировали нарушения прав человека и международного гуманитарного права во время первой чеченской войны.
В июне 1995 года группа Сергея Ковалева оказала посредничество при переговорах об освобождении заложников в Буденновске. Среди тех, кто обменял себя на заложников, был член ПЦ «Мемориал» Олег Орлов. Направление работы, связанное с зонами массовых конфликтов, получило название «Горячие точки».
В 1996 центр запустил программу «Миграция и право», в рамках которой оказывается юридическая поддержка беженцам и вынужденным переселенцам. В 1999 году под руководством Виталия Пономарёва стартовал проект «Центральная Азия», который занимался мониторингом политических и религиозных преследований в регионе.
В 2000 году Правозащитный центр «Мемориал» начал расследование убийства более 50 мирных жителей в чеченском селе Новые Алды. В том же году была запущена программа «Защита прав человека с использованием международных механизмов».
В 2008 году Правозащитный центр «Мемориал» запустил программу «Поддержка политзаключенных и других жертв политических репрессий», в рамках которой оказывается помощь людям, которых в настоящее время преследуют по политическим мотивам. После 2022 года деятельность программы продолжает независимый проект «Поддержка политзаключённых. Мемориал».
На сайте организация стала публиковать именной список людей, которые в России лишены свободы по политическим, религиозным и иным мотивам.
В 2013 году Правозащитный центр «Мемориал» стал генеральным партнером проекта «ОВД-Инфо».
В ноябре 2019 года была запущена программа «Защита прав человека с использованием международных механизмов» — «генератор жалоб» в ЕСПЧ, созданный усилиями юристов ПЦ «Мемориал» и «ОВД-Инфо».
В июне 2020 года по инициативе ПЦ «Мемориал» 12 правозащитных организаций направили свой доклад о ситуации с соблюдением прав человека в России в Комитет по правам человека ООН. Аналогичный документ для 129-й сессии Комитета по правам человека предоставили власти РФ, однако по мнению правозащитников, в их версии многие проблемы не были озвучены, а нарушения выставлены в заведомо оправдывающем свете.

### Давление на организацию и преследование сотрудников

##### Похищение Олега Орлова
Первым случаем преследования сотрудников Правозащитного центра «Мемориал» стало похищение Олега Орлова, произошедшее в 2007 году в Ингушетии. На момент произошедшего Олег Орлов являлся главой организации. Орлов приехал в ингушский город Назрань во время массовых протестов против политики главы республики Мурата Зязикова, внесудебных расправ, беспредела и коррупции в силовых структурах.
В ночь с 23 на 24 ноября в гостинице «Асса», считавшейся самой безопасной в Ингушетии и находившейся под надзором милиции, люди в балаклавах похитили Олега Орлова и съемочную группу телеканала РЕН ТВ, вывезли в неизвестном направлении и, угрожая убийством, требовали больше не приезжать в республику.
По факту похищения возбудили уголовное дело по трём статьям Уголовного кодекса РФ: «воспрепятствование законной профессиональной деятельности журналистов» (ст. 144 часть 1), «незаконное проникновение в жилище с применением насилия» (ст. 139 часть 2) и «грабеж — открытое хищение чужого имущества». Однако, в 2011 году расследование приостановили, а виновных так и не нашли. В 2017 году Европейский суд по правам человека (ЕСПЧ) признал ответственность российских властей за похищение. В постановлении суд отметил, что следствие не проверило информацию о причастности силовиков к преступлению и не приняло действенных мер для установления виновных, признав указанные в жалобе нарушения.

##### Убийство Натальи Эстемировой
Следующим в череде преследований сотрудников ПЦ «Мемориал» за их профессиональную деятельность стало убийство правозащитницы и журналистки, сотрудницы грозненского отделения центра Натальи Эстемировой. За неделю до убийства при её участии вышло несколько материалов о нарушении прав человека в Чеченской республике.
Утром 15 июля 2009 года Наталья Эстемирова была похищена возле своего дома в Грозном, после чего её тело с огнестрельными ранениями было найдено в соседней республике Ингушетия. Президент России Дмитрий Медведев поручил взять на личный контроль расследование этого дела главе Следственного комитета Александру Бастрыкину и Генеральной прокуратуре РФ.
Официальное и независимое расследование, проведенное коллегами Натальи Эстемировой, не сошлись в версиях. Сотрудники «Мемориала» заявили, что преступление совершили сотрудники чеченских силовых структур. Олег Орлов, на тот момент председатель Совета Правозащитного центра, прямо возложил вину за гибель Эстемировой на Рамзана Кадырова, обосновав свою позицию на судебном разбирательстве. Результатом этого заявления стал иск президента Чеченской республики по делу о клевете, однако суд не усмотрел в словах правозащитника состава преступления.
3 июля 2010 года в интервью телеканалу «Грозный» Рамзан Кадыров назвал людей, причастных к деятельности «Мемориала», «врагами народа, врагами закона, врагами государства».

##### Дело Оюба Титиева
Сотрудники «Мемориала» продолжили сталкиваться с преследованиями из-за их деятельности на территории Северного Кавказа. Так, 9 января 2018 года Оюб Титиев, руководитель грозненского представительства Правозащитного центра, был задержан сотрудниками ДПС для проверки документов. В результате обыска у него нашли пакет с марихуаной. По обвинению в совершении преступления, предусмотренного ч. 2 ст. 228 УК РФ («Незаконное приобретение и хранение наркотических средств, совершённое в крупном размере»), правозащитник был приговорён к 4 годам колонии-поселения. 12 января Титиев написал заявление на имя Владимира Путина, главы Следственного комитета Александра Бастрыкина и директора ФСБ Александра Бортникова, где он заявил, что дело было сфабриковано и вину свою он не признает. 17 января того же 2018 года в офисе ингушского филиала Правозащитного центра в Назрани произошел пожар. Никто не пострадал, сгорели компьютеры, мебель и часть документов. По данным правозащитников, пожар произошел в результате поджога. Руководитель программы «Горячие точки», член совета Правозащитного центра Олег Орлов связал поджог с преследованием главы чеченского представительства «Мемориала» Оюба Титиева, хотя работа организации в Ингушетии никак не была связана с Чечней.
В пресс-службе МВД Ингушетии сообщили, что после происшествия было возбуждено уголовное дело по ст. 167 УК РФ («Умышленные уничтожение или повреждение имущества, совершенное путем поджога»).
19 января, по делу Титиева прошли обыски в офисе «Мемориала» в Грозном.

##### Преследование Сиражутдина Дациева
В марте 2018 года было совершено нападение на руководителя представительства ПЦ «Мемориал» в Махачкале Сиражутдина Дациева. За несколько дней до этого был подожжен автомобиль представительства «Мемориала» в Махачкале, а днем на мобильный телефон представительства поступили сообщения и телефонный звонок, в котором сотрудников организации угрожали сжечь вместе с офисом в Дагестане.

##### Преследование Бахрома Хамроева
Отдельные преследования были связаны с деятельностью Бахрома Хамроева, занимающегося защитой прав российских мусульман, беженцев и трудовых мигрантов из Центральной Азии. 7 декабря 2010 года в Москве при проведении спецоперации по задержанию лиц, рассматриваемых российским государством в качестве «исламских экстремистов», член ПЦ «Мемориал» Бахром Хамроев был избит неизвестным сотрудником спецслужб.
В июне 2011 года неизвестные организовали засаду в подъезде дома Хамроева, вновь избив правозащитника перед его поездкой в Мурманск на встречу с Юсупом Касымахуновым, гражданином Узбекистана, первым осуждённым на территории России за членство в организации «Хизб-ут Тахрир аль-Ислами». По обоим инцидентам были возбуждены уголовные дела; Совет по правам человека при президенте РФ пообещал следить за расследованием последнего инцидента, однако виновные до сих пор не найдены.
14 февраля 2018 года в отношении Бахрома Хамроева возбудили уголовное дело по статье 322.3 УК РФ («фиктивная постановка на учёт иностранного гражданина или лица без гражданства по месту пребывания в жилом помещении в Российской Федерации»), но затем дело прекратили в связи с истечением срока давности.
24 февраля 2022 года Бахром Хамроев был задержан в собственной квартире сотрудниками ФСБ, открывшими её своим ключом. 4 марта 2022 года Росфинмониторинг внес правозащитника в перечень лиц и организаций, в отношении которых имеются сведения об их причастности к экстремистской деятельности или терроризму. 23 мая 2023 года Второй Западный окружной военный суд Москвы приговорил Бахрома Хамроева к 14 годам лишения свободы по обвинению в оправдании терроризма и организации террористической деятельности (ч. 2 ст. 205.2 УК РФ и ч. 1 ст. 205.5 УК РФ). Правозащитный центр «Мемориал» внес Бахрома Хамроева в список политических заключённых.

### Статус «иностранного агента»
21 июля 2014 года Минюст РФ добавил в перечень иностранных агентов пять российских правозащитных организаций: межрегиональную ассоциацию правозащитных общественных объединений «Агора», фонд содействия защите прав и свобод граждан «Общественный вердикт», межрегиональную общественную организацию Правозащитный центр «Мемориал», калининградскую региональную общественную организацию «Экозащита! — Женсовет» и автономную НКО «Юристы за конституционные права и свободы».
4 сентября 2015 года суд оштрафовал Правозащитный центр «Мемориал» на 600 тысяч рублей за нарушение порядка деятельности НКО, признанного иноагентом, по статье 19.34 КоАП РФ. 

## Ликвидация ПЦ «Мемориал»
В ноябре 2021 года власти Российской Федерации инициировали два параллельных процесса по ликвидации Правозащитного центра «Мемориал» и «Международного Мемориала»: 8 ноября 2021 прокуратура Москвы подала иск о ликвидации ПЦ «Мемориал» в Мосгорсуд, на следующий день, 9 ноября 2021 года, генеральная прокуратура РФ подала иск о ликвидации «Международного Мемориала» и его подразделений. Официальной причиной ведомство назвало систематические нарушения закона об иноагентах, а именно — отсутствие соответствующей маркировки на публикациях. Эксперты прокуратуры также выявили в деятельности ПЦ «Мемориал» «психологические и лингвистические признаки» оправдания террористических организаций и «одобрение экстремизма». Прокурор заявил, что правозащитный центр «Мемориал» грубо и неоднократно нарушал закон, мешал охране здоровья и благосостояния граждан, а ликвидировать его необходимо для защиты их прав; он пояснил: «Формирование негативного образа государства и отсутствие маркировки может вызвать в том числе депрессивное состояние у граждан».
28 декабря 2021 года Верховный суд России по ходатайству Генеральной прокуратуры принял решение о ликвидации «Международного Мемориала». В постановлении утверждалось, что организация нарушает закон об «иностранных агентах», «конституционный принцип равенства общественных объединений» и «тем самым посягает на основы конституционного правопорядка». На следующий день Мосгорсуд удовлетворил аналогичный иск Генпрокуратуры по отношению к правозащитному центру «Мемориал».
28 февраля 2022 года Апелляционная коллегия Верховного суда рассмотрела жалобу Международного Мемориала на решение Верховного суда от 28 декабря 2021 года о ликвидации организации по иску Генеральной прокуратуры. В удовлетворении жалобы было отказано, решение было оставлено без изменений. Суд утвердил решение о ликвидации Правозащитного Центра «Мемориал» 5 апреля 2022 года.

## Создание ЦЗПЧ «Мемориал»
После вступления в силу судебного решения о ликвидации «Мемориала» команда сторонников и бывших сотрудников Правозащитного Центра создала новую организацию — Центр защиты прав человека «Мемориал» (ЦЗПЧ «Мемориал» или Центр «Мемориал»). ЦЗПЧ был основан 14 июня 2022 года как межрегиональная общественная организация без государственной регистрации и юридического лица. Исполнительным директором новой организации является Анастасия Гарина. Сопредседателями стали Сергей Давидис и Олег Орлов, кроме них в совет вошли Наталия Секретарева, Денис Шедов, Светлана Ганнушкина, Александр Черкасов, Владимир Малыхин. 11 апреля 2024 года было принято решение о снятии с должности Олега Орлова и Светланы Ганнушкиной. Сделано это прежде всего в целях обеспечения их безопасности. Сергей Давидис стал единоличным Председателем ЦЗПЧ «Мемориал».

### Деятельность и проекты
Основные направления деятельности Центра включают аналитическую работу (наблюдение за соблюдением прав и свобод, исследование массовых нарушений прав человека), юридическую помощь подвергшимся политическим преследованиям, просветительскую деятельность, а также содействие правозащитному движению и соблюдению норм гуманитарного права.
Направление «Горячие точки» охватывает деятельность ЦЗПЧ, связанную с зонами конфликтов. Центр ведет мониторинг, собирает, проверяет и сопоставляет информацию из различных источников. Юристы Центра на Северном Кавказе оказывают правовую помощь гражданам: проводят консультации, помогают оформлять заявления и жалобы в суды, в органы Следственного комитета и прокуратуры, в полицию и в другие органы власти.
Бесплатную правовую помощь вынужденным переселенцам, беженцам и лицам, ищущим убежище, оказывает сеть «Миграция и право».
В настоящее время Центр совместно с Коалицией юристов и экспертов российских правозащитных организаций за сознательный отказ от военной службы оказывает юридическую помощь по вопросам мобилизации.

### Давление на организацию и преследование сотрудников
21 марта 2023 года в Москве Следственный комитет провел обыски у бывших сотрудников «Мемориала» и их родственников по делу о «реабилитации нацизма» (п. «в» ч. 2 ст. 354.1 УК РФ). В конце 2021 года движение «Ветераны России», уже обвиняло организацию в «фальсификации фактов преступлений нацистов». Согласно утверждениям заявителей, лица, включенные «Мемориалом» в список жертв политических репрессий в СССР, в действительности сотрудничали с нацистами.
В этот же день стало известно, что Следственный комитет возбудил в отношении сопредседателя Центра защиты прав человека «Мемориал» Олега Орлова уголовное дело о повторной дискредитации российской армии (ч. 1 ст. 280.3 УК РФ). Ранее Орлова дважды привлекали к административной ответственности за антивоенные пикеты по статье о дискредитации армии (20.3.3 КоАП). В постановлении о привлечении в качестве обвиняемого указан пост в Facebook, опубликованный 14 ноября 2022 года. Это русский перевод статьи «Им хотелось фашизма — они его получили», опубликованной во французском издании «Mediapart». В статье говорится о вторжении России на Украину. Во время допроса в качестве подозреваемого Олег Орлов указал в протоколе, что «опубликовал свое личное мнение относительно событий, происходящих в Российской Федерации и во всем остальном мире», отказавшись от дальнейшей дачи показаний в соответствии со статьей 51 Конституции РФ. В данный момент Олег Орлов находится под подпиской о невыезде, и на конец августа 2023 продолжаются судебные разбирательства.

## Награды и оценка работы

### Нобелевская премия мира
7 октября 2022 года Норвежский нобелевский комитет присудил премию мира за защиту прав человека в своих странах российскому «Мемориалу», отделением которого является Правозащитный центр «Мемориал», украинскому «Центру гражданских свобод» и белорусскому правозащитнику, председателю правозащитного центра «Весна» Алесю Беляцкому.

Нобелевский комитет в Осло полагает, что три лауреата доказали значимость гражданского общества, которое они представляют в своих странах, для мира и демократии:
Они на протяжении многих лет продвигали право критиковать власть и защищать фундаментальные права граждан. Они приложили выдающиеся усилия в документировании военных преступлений, нарушений прав человека и злоупотреблений властью.
В комитете напомнили, что «Мемориал» был создан в 1987 году для сохранения памяти жертв репрессий и преступлений советского государства и среди основателей организации были нобелевский лауреат Андрей Сахаров и правозащитница Светлана Ганнушкина. В пресс-релизе также упоминается сотрудница «Мемориала» Наталья Эстемирова, которую, по оценке нобелевского комитета, убили за её правозащитную деятельность.
Вручение премии прошло 10 декабря 2022 года в Осло: от лица «Мемориала» её получил Ян Рачинский. На награждении он выступил с речью «Мир, память, свобода».
После вручения премии сотрудники «Мемориала» опубликовали общее официальное заявление, в котором выразили благодарность Нобелевскому комитету и пообещали продолжать работу при любых обстоятельствах.
С вручением премии «Мемориал» поздравили, в частности, Европейский центр защиты прав человека (EHRAC) и Институт Кеннана.